# Valentina Cuppi
Valentina Cuppi (Bologna, 19 agosto 1983) è una politica italiana, sindaco di Marzabotto dal 7 giugno 2019 e presidente del Partito Democratico dal 22 febbraio 2020 al 12 marzo 2023.

## Biografia
Laureatasi nel 2008 in scienze filosofiche, con indirizzo nella Filosofia della politica, all'Università di Bologna, dove ottiene anche un dottorato di ricerca in scienze politiche nel 2014, Cuppi ha lavorato come educatrice per tanti anni a Marzabotto, per poi diventare insegnante di storia e filosofia alle scuole superiori. Ha un figlio con il suo compagno.

### Attività politica e amministrative
Alle elezioni politiche del 2013, Cuppi si candida alla Camera dei deputati tra le file di Sinistra Ecologia Libertà di Nichi Vendola, senza tuttavia risultare eletta.
Dal 2009 al 2014, eletta nel consiglio comunale di Marzabotto, Cuppi ha ricoperto il ruolo di consigliera con delega alla Pace e alla Memoria.
Dopo aver ricoperto dal 2014 al 2019 la carica di vicesindaca e assessore alla cultura e al turismo a Marzabotto nella seconda giunta di Romano Franchi, alle elezioni comunali del 2019 Cuppi viene eletta prima cittadina del comune con il 70,93% dei voti.

### Presidente del Partito Democratico
Nel 2019, in occasione delle elezioni primarie del Partito Democratico, Cuppi entra a far parte del comitato bolognese del partito, a sostegno del presidente della Regione Lazio Nicola Zingaretti, risultato poi vincitore delle primarie.
Nel febbraio 2020, il segretario nazionale del Partito Democratico Nicola Zingaretti propone il nome di Cuppi per la carica di presidente dell'Assemblea nazionale del partito, in sostituzione dell'ex presidente del Consiglio Paolo Gentiloni, nominato commissario europeo per l'economia nella commissione von der Leyen I. Il 22 febbraio, l'Assemblea nazionale del PD elegge Cuppi Presidente del partito.
Alle elezioni politiche anticipate del 25 settembre 2022 viene candidata per la Camera dei deputati nel collegio plurinominale Emilia Romagna 02 in terza posizione nella lista Partito Democratico - Italia Democratica e Progressista. Non viene eletta.